# Anne de Laval (1505-1554)
Pour les articles homonymes, voir Anne de Laval.
Anne de Laval (23 septembre 1505, Vitré - 1554, Craon), baronne héritière de Laz.

## Famille
Elle est la fille de Guy XVI de Laval, comte de Laval et de Charlotte d'Aragon-Naples. Sa naissance coûta la vie à Charlotte d'Aragon. Elle fut baptisée à Notre-Dame de Vitré le 28 septembre et eut pour marraine la reine Anne de Bretagne, venue à Vitré, tout exprès pour la tenir sur les fonts.
Anne était dans sa dix-septième année quand, le 23 janvier 1521, à Vitré, elle devint la femme de François de la Trémoille, vicomte de Thouars, prince de Talmont, à qui son grand-père, Louis II de la Trémoille, tenait lieu de père. Guy XVI donnait à sa fille une rente de trois mille livres. 
Elle eut comme fils Louis III de La Trémoille. Louis III de la Trémoille, eut pour fils Claude, duc de Thouars ; le fils de celui-ci, Henri, duc de Thouars, le 3 décembre 1605, lors du décès de Guy XX de Laval, se trouva le plus proche héritier du défunt, prit possession de ses biens que sa descendance conserva jusqu'à la Révolution française.
Un aveu d'Anne de Laval concernant la seigneurie de Kergorlay date de 1543.

## Principauté de Tarente
Anne de Laval, fille de Charlotte d'Aragon, princesse de Tarente, en épousant un membre la famille de la Trémoille lui apporta ses prétentions au trône de Naples en l'année 1521, et de là vient le titre d'altesse accordé à leurs descendants. Ils avaient en outre, avant 1789 le rang de princes étrangers.

## Portrait
Anne fit la cinquième et dernière branche de la famille de Laval. Un contemporain a laissé le portrait suivant de Anne : Et au regard de ma dite dame Anne, son épouse, elle est accomplie de toutes les bonnes grâces qu'on pourroit en une parfaicte dame choisir. Il n'est rien de plus beau, plus humble, plus noble, plus mansuet, plus affable, plus gracieux, plus benning, plus saige ne plus religieux.,.. Laquelle, au gré dudict seigneur de la Trémoille, eut, à la fin du premier an de ses espousaillcs, ung beau fils, qui est le plus grand bien que l'ayeul et le père eussent pu en ce monde avoir.
Un portrait d'Anne de Laval figure au Musée Condé, à Chantilly, dans les 330 dessins originaux de portraits conservés à Castle Howard et rentrés en France, grâce à l'achat du duc d'Aumale. Bertrand de Broussillon indique dans la Sigillographie des Seigneurs de Laval au sujet du portrait du musée du Mans que rien n'autorise à l'accepter comme étant le portrait d'Anne de Laval.

## Sources
- Base de données Histoire bretonne